# Livov
Livov é um município da Eslováquia, situado no distrito de Bardejov, na região de Prešov. Tem 26,38 km² de área e sua população em 2018 foi estimada em 72 habitantes.

## Demografia
| Ano:        | 1994 | 2004   | 2014    | 2024    |
| ----------- | ---- | ------ | ------- | ------- |
| Broj ljudi: | 108  | 105    | 85      | 69      |
| Razlika:    |      | -2,77% | -19,04% | -18,82% |

| Ano:               | 2023 | 2024   |
| ------------------ | ---- | ------ |
| Número de pessoas: | 68   | 69     |
| Diferença:         |      | +1,47% |